# Nghề siêu dễ
Nghề siêu dễ là một bộ phim điện ảnh hài hành động của Việt Nam ra mắt năm 2022 do Võ Thanh Hòa đạo diễn. Phim được CJ HK Entertainment và Thu Trang Entertainment chịu trách nhiệm sản xuất và CJ E&M giữ vai trò phân phối. Phim là phiên bản làm lại của bộ phim điện ảnh Hàn Quốc Nghề siêu khó ra mắt năm 2019. Phim có sự tham gia diễn xuất của Hứa Vĩ Văn, Thu Trang, Kiều Minh Tuấn, Tiến Luật, Quang Tuấn, Huỳnh Phương, Vũ Ngọc Anh, Thanh Mỹ. Lấy bối cảnh một xóm nhỏ tại Thành phố Hồ Chí Minh, bộ phim xoay quanh câu chuyện về một công an về hưu cùng các thanh niên "bất hảo" trong xóm mua lại quán cơm tấm để làm nơi theo dõi tên trùm tội phạm, nhưng quán ăn bất ngờ nổi tiếng khiến cho phi vụ điều tra đứng trước nguy cơ đổ bể.
Phim chính thức được phát hành tại các cụm rạp ở Việt Nam từ ngày 29 tháng 4 năm 2022.

## Nội dung
Phim lấy bối cảnh ở Sài Gòn, xoay quanh một người công an đã nghỉ hưu, chọn những thanh niên có hoàn cảnh và tính cách "đặc biệt" để trở thành cộng sự của mình trong một phi vụ điều tra. Cả nhóm mua lại một quán cơm tấm và buôn bán như một bình phong nhằm theo dõi tên trùm tội phạm. Tuy nhiên, quán cơm nổi tiếng bất ngờ khiến phi vụ điều tra của họ đứng trước nguy cơ đổ bể.
Ông Thái là một người công an đã về hưu nhưng vì nhớ nghề nên vẫn thường "xông pha" truy đuổi những kẻ phạm tội. Ông sống cùng với cô con gái My, vợ ông đã qua đời do bệnh tim. Trước đây ông từng chỉ huy lực lượng công an triệt phá băng đảng của tên trùm ma túy Hoàng, nhưng lần đó ông không bắt được Hoàng mà còn bị hắn lái xe tải cán gãy chân. Khi thấy Hoàng xuất hiện trở lại với công việc kinh doanh bất động sản, ông không tin hắn đã hoàn lương nên quyết định theo dõi hắn. Ông mua lại quán cơm tấm của ông Bảy - một người bạn của ông - vì nó nằm gần căn biệt thự của Hoàng, thuận tiện cho việc theo dõi. Ông chọn ba thanh niên bất hảo là Thu, Phú và Vinh để họ phụ giúp ông buôn bán. Họ đặt tên quán là "Bụi tre" và sáng tạo ra món "cơm tấm sườn bò nướng vị phở". Quán của họ còn có thêm nhân viên mới là Mèo, một anh chàng vừa ra tù, người mà Thu say mê. Món cơm tấm độc lạ giúp quán ngày càng nổi tiếng hơn, khách kéo đến ngày càng đông, điều này ảnh hưởng đến việc theo dõi Hoàng. Mỗi ngày nhóm của Thu đều chăm chỉ buôn bán, còn ông Thái lại dành thời gian đi theo dõi Hoàng. Khi nhóm bạn phàn nàn về chuyện này, ông đành phải tiết lộ kế hoạch thật sự của mình là điều tra Hoàng. Nhóm của Thu nổi giận bỏ đi, nhưng sau đó họ trở lại và quyết định giúp đỡ ông.
Suy đoán của ông Thái đã đúng, Hoàng vẫn còn buôn ma túy, hàng ngày hắn cho thuộc hạ đi giao hàng. Trong một lần đi theo dõi thuộc hạ của Hoàng, ông Thái bị hiểu lầm là kẻ quấy rối tình dục, đoạn video về ông lan truyền trên mạng khiến My xấu hổ với bạn bè. Một sự thật được tiết lộ: ngày ông Thái bị Hoàng cán gãy chân cũng chính là ngày vợ ông lên cơn đau tim phải nhập viện rồi qua đời. Hoàng biết được kế hoạch của ông Thái, hắn bắt giữ nhóm của Thu để chuẩn bị thủ tiêu họ. Mèo được thấy ở bên phe của Hoàng, thực ra anh chính là công an đang nằm vùng trong băng đảng của tên trùm ma túy. Anh đã giúp nhóm của Thu thoát khỏi sự khống chế của bọn tội phạm.
Ông Thái và nhóm của Thu ra bến tàu ngăn chặn băng đảng của Hoàng tẩu thoát. Trên đường đến ứng cứu, phía công an lo sợ bọn tội phạm sẽ làm hại nhóm bạn. Đội trưởng đội công an mới tiết lộ rằng Thu, Phú và Vinh đều là những người có kỹ năng chiến đấu tốt. Ở bến tàu, nhóm của Thu dễ dàng đánh bại bọn thuộc hạ của Hoàng. Sau đó, họ phải đối đầu nữ sát thủ kỳ cựu của tên trùm, vất vả lắm họ mới hạ gục được ả. Ông Thái đuổi theo Hoàng, cả hai đánh nhau trên một con thuyền, cuối cùng ông Thái cho nổ tung con thuyền, đánh bại tên trùm ma túy và lấy lại uy tín. Lực lượng công an cũng đến nơi bắt giữ bọn tội phạm. Ông Thái trở lại với cuộc sống bình yên bên cô con gái My, trong khi nhóm của Thu vẫn tiếp tục hoạt động quán cơm. Cuối phim, Mèo ghé thăm quán cơm cùng với vợ sắp cưới của anh, điều này khiến Thu bị sốc, cô còn bị Phú và Vinh trêu chọc.

## Diễn viên
- Hứa Vĩ Văn trong vai Chú Thái
- Thu Trang trong vai Thu "Hai Ngón"
- Kiều Minh Tuấn trong vai Phú Tạp Hóa
- Tiến Luật trong vai Hoàng Vũ Sư
- Quang Tuấn trong vai Mèo Giang Hồ
- Huỳnh Phương trong vai Vinh
- Thanh Mỹ trong vai Bé My
- Hữu Châu trong vai Ông Bảy
- Vũ Ngọc Anh trong vai Kim Sát Thủ
- Quỳnh Miêu trong vai Cô gái

## Sản xuất

### Phát triển
Dự án phim điện ảnh Nghề siêu dễ được công bố lần đầu vào tháng 10 năm 2021, dựa trên kịch bản gốc của bộ phim điện ảnh Extreme Job - bộ phim đạt doanh thu cao nhất mọi thời đại của Hàn Quốc, một trong những tác phẩm thành công nhất của CJ ENM. Dự án do Thu Trang Entertainment phối hợp cùng nhà sản xuất CJ Entertainment & Media (đơn vị nắm bản quyền Extreme Job) thực hiện. Phim đánh dấu dự án điện ảnh thứ ba Thu Trang hợp tác cùng đạo diễn Võ Thanh Hòa. Đây được xem là dự án bình thường mới sau những nỗ lực phòng chống Đại dịch COVID-19 tại Việt Nam. Quá trình tuyển diễn viên được bắt đầu từ ngày 15 tháng 10 năm 2021, và dự kiến bấm máy vào tháng 12 cùng năm.

### Quay phim
Sau khi hoàn tất quá trình tuyển diễn viên với sự tham gia diễn xuất của Hứa Vĩ Văn, Thu Trang, Kiều Minh Tuấn, Tiến Luật, Quang Tuấn, Huỳnh Phương, Vũ Ngọc Anh, Thanh Mỹ. Quá trình quay phim chính thức được bấm máy từ tháng 11, trong quá trình quay phim hai thành viên trong đoàn phim bao gồm chủ nhiệm sản xuất và phó đạo diễn đã có kết quả xét nghiệm dương tính với COVID-19 nên tiến độ đoàn phim bị ảnh hưởng.
"Cả hai người đều đã tiêm hai mũi vaccine nên họ bị bệnh và khỏi nhanh. Chủ nhiệm sản xuất phát hiện dương tính khi test nhanh trước khi vào công ty. Bạn phó đạo diễn phát hiện mắc COVID-19 sau khi xét nghiệm để làm giấy thông hành về quê. Cả hai hầu như không có biểu hiện bệnh và âm tính sau 3 ngày", nam đạo diễn cho hay.
Theo chia sẻ của đạo diễn Võ Thanh Hòa, trong quá trình cách ly, hai thành viên mắc COVID-19 vẫn làm việc bình thường qua online. Trong quá trình quay phim, nữ diễn viên Thu Trang trong lúc quay những cách múa ở cuối phim bị lật sơ mi khá nghiêm trọng, cùng với đó Hứa Vĩ Văn và Tiến Luật đã mất 3 đêm quay ròng rã trên biển trong khoảng thời gian từ 7h tối đến 3h sáng hôm sau để quay những phân đoạn cuối của bộ phim.

## Nhạc phim
| STT              | Nhan đề                 | Sáng tác         | Thể hiện           | Thời lượng |
| ---------------- | ----------------------- | ---------------- | ------------------ | ---------- |
| 1.               | "Búng cái có liền"      | Only C           | Only C, Ricky Star | 3:04       |
| 2.               | "Sống một lần rồi thôi" | Châu Đăng Khoa   | Đinh Tuấn Khanh    | 3:25       |
| Tổng thời lượng: | Tổng thời lượng:        | Tổng thời lượng: | Tổng thời lượng:   | 6:29       |

## Phát hành
Nghề siêu dễ được ấn định ngày phát hành vào 29 tháng 4 năm 2022 và sẽ được phân phối bởi CJ E&M. Phim được công chiếu trước một tuần so với bom tấn Hollywood Phù thủy tối thượng trong Đa Vũ trụ hỗn loạn của Marvel Studios được phát hành vào 6 tháng 5 năm 2022. Phim có buổi ra mắt báo giới và truyền thông vào chiều ngày 22 tháng 4, đồng thời có các suất chiếu sớm từ ngày 22 tháng 4 đến 28 tháng 4 năm 2022.
Áp phích và trailer chính thức của bộ phim được phát hành vào ngày 13 tháng 4 năm 2022. Từ dịp Tết Nhâm Dần, nhà sản xuất đã có những chiến dịch truyền thông nhằm quảng bá bộ phim, trong đó có áp phích đón Tết, còn hé lộ một phần bối cảnh chính của phim – quán cơm tấm với tên gọi gần gũi "Bụi tre".

## Đón nhận

### Doanh thu phòng vé
Nghề siêu dễ bắt đầu công chiếu các suất chiếu sớm từ ngày 22 tháng 4 năm 2022, trước khi phát hành chính thức vào dịp nghỉ lễ 30/4 - 1/5 tại Việt Nam. Trước 1 ngày khởi chiếu chính thức, nhà sản xuất thông báo phim đạt doanh thu 1 triệu đô la Mỹ (hơn 23 tỷ đồng) với hơn 300,000 vé bán ra sau gần một tuần chiếu sớm. Trong ngày nghỉ lễ đầu tiên, phim thu về hơn 10 tỷ đồng, giữ vững ngôi đầu phòng vé. Tính hết kỳ nghỉ lễ, phim thu về doanh thu 32 tỷ đồng, với 650,000 vé doanh thu chiếm 55% toàn thị trường mùa lễ, tính thêm một tuần chiếu sớm trước đó, phim đạt doanh thu 55 tỷ đồng.